# Hydropsyche kirikhan
Hydropsyche kirikhan är en nattsländeart som beskrevs av Füsun Sipahiler 1998. Hydropsyche kirikhan ingår i släktet Hydropsyche och familjen ryssjenattsländor. Inga underarter finns listade i Catalogue of Life.